# Дейл, Эстер
Эстер Дейл (англ. Esther Dale; 10 ноября 1885[…], Бьюфорт, Южная Каролина — 23 июля 1961, Голливуд, Калифорния) — американская актриса театра, кино и телевидения, менее известна как певица. Начала сниматься в возрасте 49 лет, известна как исполнительница второстепенных и эпизодических ролей.

## Биография
Эстер Дейл родилась 10 ноября 1885 года в городе Бьюфорт (штат Южная Каролина, США). Обучалась в семинарии Leland and Gray в городке Таунсенд (штат Вермонт). Жила некоторое время в Европе, в Берлине, где изучала музыку, достигла заметного успеха в исполнении песен в жанре лид. Вернувшись в США, несколько раз вступала как певица в таких известных коллективах как Нью-Йоркский филармонический оркестр и Бостонский симфонический оркестр.
В 1932 году состоялся дебют актрисы на бродвейских подмостках, где за два года она появилась в шести постановках; затем последовали ещё две роли в 1945 и 1948 годах, в пьесах And Be My Love и Harvest of Years, соответственно; больше на Бродвее Дейл не играла.
С 1934 года начала карьеру киноактрисы, с 1952 года также стала появляться в гостевых ролях (в 1-2 эпизодах) в различных телесериалах. Всего за свою кинокарьеру длиной 27 лет (1934—1961) Дейл снялась в более чем 120 фильмах и сериалах. Основной актёрский образ — матери, тётушки и старые девы.
Некоторое время была деканом вокального факультета в Колледже Смита.
Эстер Дейл скончалась 23 июля 1961 года после операции в больнице «Королева ангелов» в Голливуде.
Личная жизнь
Эстер Дейл была замужем за малоизвестным сценаристом Артуром Дж. Бекхардом (1899—1961). В апреле 1961 года Артур скончался, через три месяца умерла Эстер.

## Избранные бродвейские работы
- 1932 — Кэрри Нейшн[англ.] / Carry Nation — Кэрри Нейшн

## Избранная фильмография

### Широкий экран
В титрах указана
- 1935 — Брачная ночь / The Wedding Night — миссис Кэйси Новак
- 1935 — Частные миры[англ.] / Private Worlds — старшая медсестра
- 1935 — Кудряшка[англ.] / Curly Top — тётушка Женевьева Грэм
- 1935 — Я живу своей жизнью / I Live My Life — Брамбо
- 1935 — Мэри Бёрнс, беглянка[англ.] / Mary Burns, Fugitive — Кейт
- 1935 — Великое подражание[англ.] / The Great Impersonation — миссис Антэнк
- 1936 — Ярость / Fury — миссис Уиппл
- 1937 — Лёгкая жизнь / Easy Living — Лиллиан
- 1937 — Тупик / Dead End — миссис Феннер
- 1937 — Ужасная правда / The Awful Truth — миссис Лисон
- 1939 — Не рассказывай сказки[англ.] / Tell No Tales — миссис Хэскинс
- 1939 — 6000 врагов[англ.] / 6,000 Enemies — старшая медсестра
- 1939 — Шантаж[англ.] / Blackmail — Сара
- 1939 — Река Суони[англ.] / Swanee River — женщина-«воздержанка[англ.]»
- 1940 — Лэдди[англ.] / Laddie — Сара, домохозяйка
- 1940 — И она была прекрасна[англ.] / And One Was Beautiful — Маргарет
- 1940 — Смертельный шторм[англ.] / The Mortal Storm — Марта
- 1940 — Воскресни, любовь моя / Arise, My Love — Сьюзи
- 1941 — Мистер и миссис Смит / Mr. & Mrs. Smith — миссис Краушаймер
- 1941 — Переулок[англ.] / Back Street — миссис Смит
- 1941 — Алома из Южных морей[англ.] / Aloma of the South Seas — Таруза
- 1941 — Незаконченное дело[англ.] / Unfinished Business — тётушка Матильда
- 1941 — ? / All-American Co-ed — тётушка Матильда Коллиндж
- 1942 — Десять джентльменов из Вест-Пойнта[англ.] / Ten Gentlemen from West Point — миссис Томпсон
- 1942 — Аварийная команда[англ.] / Wrecking Crew — Майк О’Глэнди
- 1943 — Удивительная миссис Холлидэй / The Amazing Mrs. Holliday — Люси
- 1943 — Северная звезда / The North Star — Анна Курина
- 1943 — Верная подруга / Old Acquaintance — Харриет
- 1946 — Моя репутация[англ.] / My Reputation — Анна
- 1946 — Украденная жизнь / A Stolen Life — миссис Джонсон
- 1946 — Марджи[англ.] / Margie — бабушка МакСуини
- 1947 — Неудачник и я / The Egg and I — миссис Хикс
- 1947 — Неоконченный танец[англ.] / The Unfinished Dance — Ольга
- 1948 — Песня родилась[англ.] / A Song Is Born — мисс Брэгг
- 1949 — Мамаша и папаша Кеттл[англ.] / Ma and Pa Kettle — миссис Бёрди Хикс
- 1949 — Праздничный роман[англ.] / Holiday Affair — миссис Эннис
- 1950 — Не её мужчина / No Man of Her Own — Джози
- 1950 — Капитуляция[англ.] / Surrender — тётушка Мэй
- 1950 — Иди тихо, незнакомец / Walk Softly, Stranger — мисс Томпсон
- 1951 — Слишком молода, чтобы целоваться[англ.] / Too Young to Kiss — миссис Бойкин
- 1952 — Обезьяньи проделки / Monkey Business — миссис Райнлендер
- 1957 — Оклахомец[англ.] / The Oklahoman — миссис Фицджеральд

В титрах не указана
- 1934 — Преступление без страсти / Crime Without Passion — мисс Кили
- 1935 — Я слишком много мечтаю[англ.] / I Dream Too Much — миссис Дилли
- 1936 — Великолепный грубиян[англ.] / The Magnificent Brute — миссис Рэндольф
- 1938 — О сердцах человеческих[англ.] / Of Human Hearts — миссис Кантуэлл
- 1938 — Девушка на испытательном сроке[англ.] / Girls on Probation — Энгстром
- 1938 — Драматическая школа[англ.] / Dramatic School — бригадирша на фабрике
- 1939 — Созданы друг для друга[англ.] / Made for Each Other — Энни, повариха
- 1939 — Сержант Мэдден[англ.] / Sergeant Madden — миссис МакГилливрей
- 1939 — Женщины / The Women — Ингрид
- 1939 — Ребёнок родился[англ.] / A Child Is Born — тюремная старшая медсестра
- 1940 — Эйб Линкольн в Иллинойсе[англ.] / Abe Lincoln in Illinois — повариха Линкольна
- 1940 — Сорок маленьких матерей[англ.] / Forty Little Mothers — миссис Мейсон, домовладелица
- 1942 — Что готовим?[англ.] / What's Cookin'? — миссис Мёрфи
- 1943 — Привет, Фриско, привет[англ.] / Hello, Frisco, Hello — тётушка Харриет
- 1945 — Вне этого мира[англ.] / Out of This World — Эбби Прингл
- 1949 — Анна Лукаста / Anna Lucasta — миссис Поласки
- 1951 — Бухта луны[англ.] / On Moonlight Bay — тётушка Марта Робертсон
- 1959 — Шум и ярость / The Sound and the Fury — миссис Мод Мэнсфилд
- 1960 — К северу от Аляски[англ.] / North to Alaska — женщина на пикнике

### Телевидение
- 1952 — Комедийный час Colgate[англ.] / The Colgate Comedy Hour — скетч-исполнительница (в эпизоде № 2.21)
- 1952 — Кавалькада Америки[англ.] / Cavalcade of America — тётушка Табита (в эпизоде All's Well with Lydia)
- 1953 — Театр звёзд Шлица[англ.] / Schlitz Playhouse of Stars — миссис Картер (в эпизоде Fresh Start)
- 1954 — Театр «Четыре звезды»[англ.] / Four Star Playhouse — миссис Уэстон (в эпизоде The Bad Streak)
- 1956 — Студия 57[англ.] / Studio 57 — Клара (в эпизоде The Great Wide World)
- 1957 — Мэверик / Maverick — Мамаша Браус (в эпизоде According to Hoyle[англ.])
- 1957 — Караван повозок[англ.] / Wagon Train — Бабуля Бёрч (в эпизоде The Julie Gage Story[англ.])
- 1958 — Отряд М[англ.] / M Squad — Джулия Шелдон (в эпизоде The Frightened Wife)
- 1959 — Шоу Донны Рид / The Donna Reed Show — миссис Эброгаст (в эпизоде Miss Lovelace Comes to Tea)
- 1960 — Аляскинцы[англ.] / The Alaskans — Матильда Миллер (в эпизоде Big Deal)
- 1960 — Тюряга[англ.] / Lock-Up — миссис Реймонд (в эпизоде Flying High)
- 1960 — Триллер[англ.] / Thriller — Эллен, горничная (в эпизоде Girl with a Secret)
- 1960—1961 — Успех Доби Гиллис[англ.] / The Many Loves of Dobie Gillis — разные роли (в 2 эпизодах)
- 1961 — Шах и мат[англ.] / Checkmate — миссис Кеньон (в эпизоде The Thrill Seeker)